# 풍도 해전
풍도 해전(중국어: 豐島海戰, 일본어: 豊島沖海戦)은 1894년 조선 충청도 아산만 입구의 풍도 앞바다에서 일본군 함대가 청군 함대를 공격하면서 일으킨 사건으로 이 전투를 시발점으로 청일 전쟁이 발발했다. 한국에서는 풍도 해전(한국 한자: 豊島海戰)이라는 한국식 한자로 명명하기도 한다.

## 배경
1894년 조선에서 동학 농민 운동이 일어나자 일본과 청나라 모두 조선 내의 다른 세력과 연계하여 개입을 했다. 청나라는 여전히 조선과의 기존 종주권적 관계를 유지하려 하였고, 일본 역시 조선을 영향권 내에 넣기를 원했다. 이 때 양국은 이미 조선 국경 내에 조선 정부의 요청으로 군대를 주둔시키고 있었다. 6월초 아산만에는 3,000명의 청군(북양군)이 주둔하고 있었고, 그곳을 통해서만 보급을 받을 수 있었다.
일본의 계획은 아산만 입구를 봉쇄하고, 그러는 동안 육군이 내륙으로 이동하여 바다로 증원이 되기 전에 아산만에 주둔한 북양군을 포위하는 것이었다.
북양함대 사령관 중 일부는 이러한 위험한 상황을 인지하고 있었고, 부대를 철군하거나, 아니면 더 북쪽의 평양으로 이전하거나, 또는 일본의 의도를 분쇄하기 위해 북양함대를 전부 이끌고 인천으로 가야 한다고 주장했다.
일본은 아산만의 청나라 군대를 봉쇄하고자 하였다. 일본의 기록에 따르면 순찰하던 제1유격대가 아산만에 병력을 추가 수송하려는 청나라 함대와 조우하여 해전이 일어났다고 한다.

## 전투

### 조우
1894년 7월 25일 이른아침, 아직 서로 선전포고하지 않았지만 일본은 7월 19일에 들이댄 5일간의 유예를 둔 최후통첩이 청나라 측의 대답없이 기한이 끝나가고 있었다. 법적으로는 전쟁 상태에 돌입했고, 이후 언제 전쟁의 발단이 열리는가만 남은 단계에서 조우했다고 일본 측은 주장하고 있다. 다만, 청나라와 일본 이외의 영국 등의 제3국은 청나라와 일본 사이의 최후통첩 등의 사실을 알지 못했다.
일본 함대는 조선의 북서해안 풍도 앞바다에서 만날 예정이었던 정보함(Aviso) 야에스야마(八重山)와 구식순양함 무사시(武蔵)를 찾고 있었다. 두줄기의 연기를 발견하여 접근하고 보니, 청나라의 순양함 제원(済遠)과 광을(広乙)이었다.
청나라 함대도 나중에 육군을 태울 예정인 상선 고승(高陞)과 그 호위를 맡은 조강(操江)의 선도역이었다. 2대 3의 순양함이 대치하는 형국이 되었다.

### 해전
3,000m로 접근한 이후 양측은 서로 공격을 시작했다. 일본 측은 청나라 순양함 제원은 돌연히 21cm포를 발포했다고 주장하며, 일설에는 일본 순양함 ‘요시노’(吉野)가 ‘제원’에 먼저 발표했다고 한다.
몇 분동안 서로 포격을 나눈 후 오전 7시 50분 매우 안개가 짙어 시계가 좋지 않았던 가운데, 우세했던 일본 해군 앞에서 청나라 군함은 도주를 시작했다. 방호순양함 아키쓰시마는 ‘광을’(広乙)을 추격했고, ‘요시노’와 ‘나니와’는 더 큰 배인 ‘제원’(済遠)을 쫓았다. ‘광을’은 따라잡힌 결과 좌초되었다.
순양함 ‘요시노’와 ‘나니와’는 한개의 연돌을 가진 ‘제원’을 추격했다. 국기를 내려 항복했다고 판단했지만, 갑자기 도주를 시도했다. 도주하는 제원을 계속 추적하고 있던 중 청나라 함대와 합류하기로 예정되어 있던 ‘조강’(操江)과 영국 상선기를 게양하고 있던 ‘고승’(高陞)과 마주쳤다.
‘나니와’와 새로 나타난 청나라 함대가 입씨름을 하던 와중에도 ‘제원’은 계속 도주를 했다. 당시 ‘요시노’의 최고 속도는 23노트로, 15노트 속도를 가진 ‘제원’ 보다 훨씬 빨랐다. 제원은 능숙하게 갈짓자를 그리며, 도주를 계속했다. 도주하는 중에도 제원은 2문의 21cm포로 포격을 했고, 요시노의 15cm포로는 감당하기 힘들었다. 요시노가 제원을 2,500m까지 추적했을 때, 제원의 함장은 우현으로 틀었고, 얕은 여울로 배를 몰았다.
‘제원’은 독일제 순양함으로 2,300t에, 흘수 4.67m였고, 요시노는 영국제로 4,216t에, 흘수가 5.18m로 더 깊었다. 제1유격대 사령관 쓰보이 소장은 추격 중지 명령을 내렸다.
일본 측 주장에 따르면, ‘고승’은 전쟁 준비 작전으로써 조선 제물포(현재의 인천)에 청나라 육군 1,100명을 수송 중이었다. 제1유격대 사령관의 명령으로 나니와의 함장 도고 헤이하치로 대좌는 고승호에 정선을 명령하고, 임검을 행하려 하였으나, 청나라 병사들은 정선 명령에 따르지 않았고, 결국 고승호를 격침시켰다. 이때 영국인 선원 3명을 구조하고, 약 50명의 청나라 병사를 포로로 잡았다.

## 결과 및 영향
이 전투에서 일본측의 사상자와 함선의 손해는 전무하였고 청나라 측은 순양함 제원이 대파당했다는 이야기가 있으나 진위는 명확하지 않다. 순양함 광을과 상선 고승은 격침되었고, 포함 조강은 아키츠시마에 의해 나포되어 1965년 퇴역까지 일본 측에서 사용되었다.
비슷한 시기 일본군은 성환 전투를 치러 아산만 지역의 청군을 격파했다. 이로써 일본과 청나라의 전면전은 피하기 어려워졌고, 7일 후인 8월 1일 일본이 선전포고를 했다. 이후 영국 국적의 상선 고승을 격침당한 영국에서는 일본에 대한 반감이 고조되었다. 일본 측은 전시국제법에 따른 것이었다고 주장했다.

## 양국의 함대

### 일본함대
일본해군 제1유격대 사령관 쓰보이 고조(坪井航三) 소장 휘하의
- 순양함 요시노 (吉野)[1](기함, 함장 가와하라 요이치)
- 순양함 아키쓰시마 (秋津洲) (함장, 가미무라 히코노조 소좌)
- 순양함 나니와 (浪速) (함장 도고 헤이하치로)

### 청나라함대
- 방호순양함 제원(済遠)[2],
- 순양함 광을(広乙)[3]

이후에 전투에 참가한
- 조강(操江, Caojiang),
- 상선 고승(高陞)